# Nephrotoma flammeola
Nephrotoma flammeola är en tvåvingeart som beskrevs av Alexander 1925. Nephrotoma flammeola ingår i släktet Nephrotoma och familjen storharkrankar. Inga underarter finns listade i Catalogue of Life.